# العلاقات البرتغالية الساموية
العلاقات البرتغالية الساموية هي العلاقات الثنائية التي تجمع بين البرتغال وساموا.

## مقارنة بين البلدين
هذه مقارنة عامة ومرجعية للدولتين:
| وجه المقارنة                                              | البرتغال                                                  | ساموا                        |
| --------------------------------------------------------- | --------------------------------------------------------- | ---------------------------- |
| المساحة (كم2)                                             | 92.21 ألف                                                 | 2.84 ألف                     |
| عدد السكان (نسمة)                                         | 10.60 مليون                                               | 196.44 ألف                   |
| الكثافة السكانية (ن./كم²)                                 | 114.95                                                    | 69.17                        |
| العاصمة                                                   | لشبونة                                                    | أبيا                         |
| اللغة الرسمية                                             | اللغة البرتغالية، اللغة الميراندية                        | لغة إنجليزية، اللغة الساموية |
| العملة                                                    | يورو، اسكودو برتغالي                                      | تالا ساموي                   |
| الناتج المحلي الإجمالي (بليون دولار)                      | 217.57 مليار                                              | 856.63 مليون                 |
| الناتج المحلي الإجمالي (تعادل القوة الشرائية) بليون دولار | 307.82 مليار                                              | 1.15 مليار                   |
| الناتج المحلي الإجمالي الاسمي للفرد دولار أمريكي          | 19.22 ألف                                                 | 3.94 ألف                     |
| الناتج المحلي الإجمالي للفرد دولار أمريكي                 | 28.76 ألف                                                 | 5.79 ألف                     |
| مؤشر التنمية البشرية                                      | 0.830                                                     | 0.702                        |
| رمز المكالمات الدولي                                      | +351                                                      | +685                         |
| رمز الإنترنت                                              | .pt                                                       | .ws                          |
| المنطقة الزمنية                                           | توقيت غرب أوروبا، توقيت غرب أوروبا الصيفي، أوروبا/لشبونة ‏ | ت ع م+13:00                  |

## منظمات دولية مشتركة
يشترك البلدان في عضوية مجموعة من المنظمات الدولية، منها:
| علم المنظمة | اسم المنظمة                               | تاريخ انضمام البرتغال | تاريخ انضمام ساموا |
| ----------- | ----------------------------------------- | --------------------- | ------------------ |
|             | بنك التنمية الآسيوي                       | 2002                  | 1966               |
|             | مؤسسة التنمية الدولية                     | 29 ديسمبر 1992        | 28 يونيو 1974      |
|             | يونسكو                                    | 11 مارس 1965          | 3 أبريل 1981       |
|             | وكالة ضمان الاستثمار متعدد الأطراف        | 6 يونيو 1988          | 27 سبتمبر 2002     |
|             | الأمم المتحدة                             | 14 ديسمبر 1955        | 15 ديسمبر 1976     |
|             | الاتحاد البريدي العالمي                   | ?                     | ?                  |
|             | البنك الدولي للإنشاء والتعمير             | 29 مارس 1961          | 28 يونيو 1974      |
|             | الاتحاد الدولي للاتصالات                  | 1866                  | 7 أكتوبر 1988      |
|             | منظمة حظر الأسلحة الكيميائية              | ?                     | ?                  |
|             | مؤسسة التمويل الدولية                     | 8 يوليو 1966          | 28 يونيو 1974      |
|             | المركز الدولي لتسوية المنازعات الاستشارية | 1 أغسطس 1984          | 25 مايو 1978       |
|             | منظمة التجارة العالمية                    | ?                     | ?                  |
|             | منظمة الشرطة الجنائية الدولية             | ?                     | ?                  |

## وصلات خارجية
- موقع وزارة الخارجية البرتغالية